# Frailea pumila
Frailea pumila (укр. Фрайлея пуміла, Фрайлея карликова) — сукулентна рослина з роду фрайлея родини кактусових.

## Опис

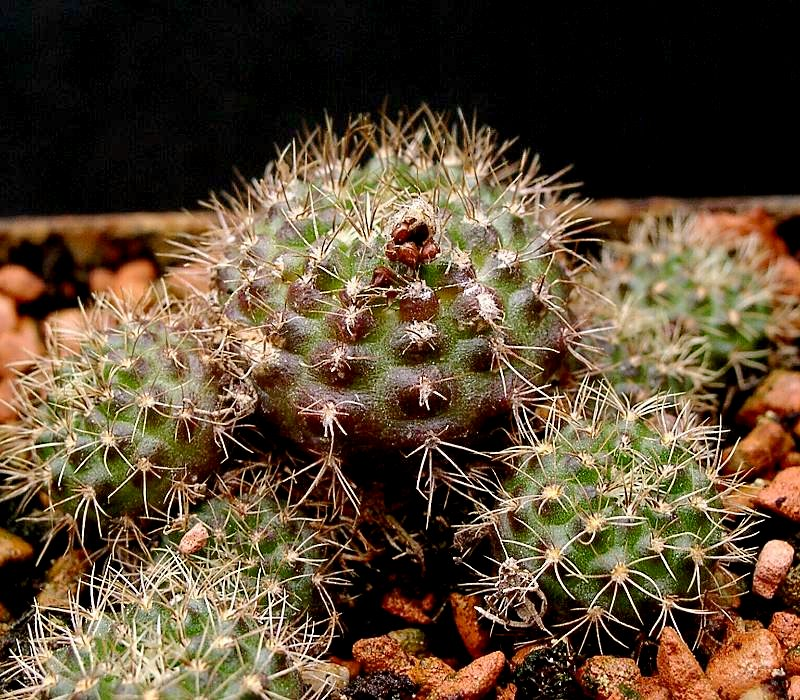
Frailea pumila

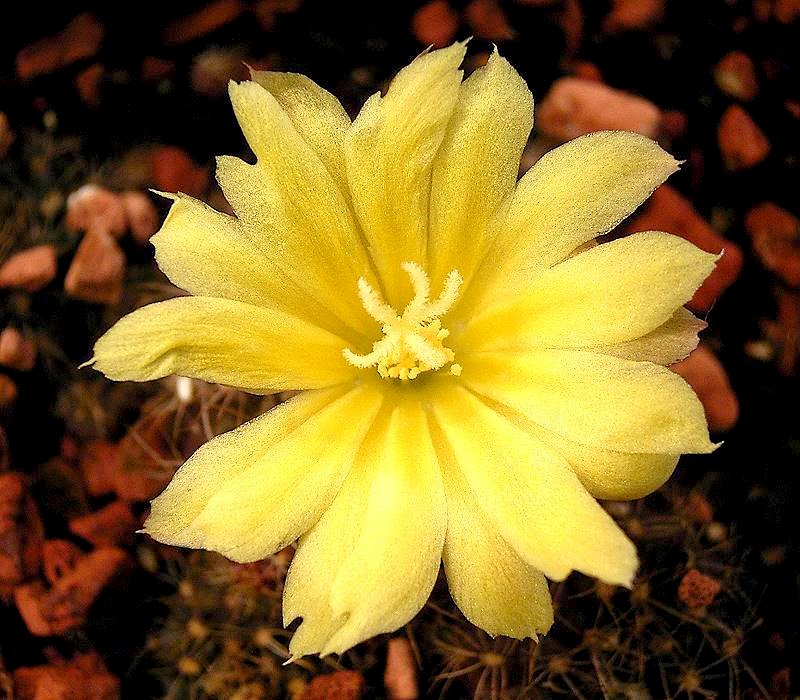
Квітка Frailea pumila

Кулясті стебла, розгалужені в основі. Поверхня темно-зелена, з червонуватим відтінком. 13-15 горбистих ребер. Колючки численні, коричневі, до 5 мм завдовжки, частково зігнуті. Квітки жовті, до 2 см завдовжки.

## Розповсюдження, екологія та чисельність
Ареал розповсюдження — гірська місцевість території Уругваю (Сальто, Такуарембо, Ривера і Артигас), Парагваю (Парагуарі), Бразилії (Ріо-Гранде-ду-Сул) і Аргентини (Ентре-Ріос) на висотах від 100 до 300 м над рівнем моря. Ці кактуси ростуть на скельних виходах і кам'янистих полях у пампі — середовищі проживання, яке має дуже високий потенціал того, що буде використовуватися для сільського господарства.
Frailea pumila занесена до категорії «Найменший ризик» Червоного Списку Міжнародного Союзу Охорони Природи, оскільки має широкий ареал, зустрічається в достатку, присутня на охоронюваних територіях і не використовується. Тим не менше, має бути взяте до уваги, що вона піддається впливу декількох загроз, в тому числі сільського господарства та сільськогосподарської діяльності, і що близько 40 % особин зникли в Бразилії.
Основні загрози в Бразилії: витоптування великою рогатою худобою, сільське господарство, лісівництво (евкаліптові плантації), інвазивні трави і пожежі.
Цей вид присутній в декількох охоронюваних територіях Уругвая. Він занесений до Червоної книги в Ріо-Гранде-ду-Сул (Бразилія).

## Синоніми
Echinocactus pumilus, Echinocactus colombianus, Frailea colombiana, Frailea chrysacantha, Frailea jajoiana, Frailea pumila ssp. jajoana, Frailea hlineckyana, Frailea pumila ssp. hlineckyana, Frailea pumila ssp. colombiana, Frailea carminifilamentosa, Frailea pumila ssp. albiareolata, Frailea albiareolata, Frailea pumila var. major, Frailea deminuta, Frailea pumila ssp. deminuta, Frailea pumila ssp. major.

## Утримання в культурі
Frailea pumila — досить рідкісний в колекціях вид. Досить невибаглива. Влітку поливають регулярно, але обережно, орієнтуючись по погоді. Навесні рослину слід притіняти від прямих сонячних променів. Під час цвітіння виставляють під прямі сонячні промені, при якому їх самозапильні в закритому стані клейстогамні квітки розкриваються повністю. Взимку рослини потрібно утримувати при температурі 6-10 °C в сухому стані. Добре розвивається в субстраті, що наполовину складається із суміші дернової і листової землі, з додаванням до 30 % гравійних складових, решта — наповнювачі з домішкою торф'яної крихти. рН близько 5,6.
Розмноження — насінням. Зацвітає на другий-третій рік після посіву. Щеплені сіянці зацвітають в менш, ніж однорічному віці.
Frailea pumila рекомендується періодично поновлювати, тому що вона швидко старіє і втрачає свої декоративні властивості.